# Jean Djorkaeff
Jean Djorkaeff (født 27. oktober 1939 i Charvieu, Frankrig) er en tidligere fransk fodboldspiller, der spillede som forsvarsspiller. Han var på klubplan tilknyttet Olympique Lyon, Olympique Marseille, Paris Saint-Germain og Paris FC. Med både Lyon og Marseille var han med til at vinde pokalturneringen Coupe de France. Han er far til en anden fransk landsholdsprofil, Youri Djorkaeff.
Djorkaeff blev desuden noteret for 48 kampe og tre scoringer for Frankrigs landshold. Han deltog ved VM i 1966 i England.
Efter sit karrierestop var Djorkaeff træner for flere forskellige franske klubber, blandt andet Olympique Marseille og AS Saint-Étienne.

## Titler
Coupe de France
- 1964 med Olympique Lyon
- 1969 med Olympique Marseille